# جوزيف فاغنر
جوزيف فاغنر (بالإنجليزية: Joseph Wagner)‏ هو سياسي أمريكي، ولد في 7 مايو 1960 في سبرينغفيلد في الولايات المتحدة. حزبياً، نشط في الحزب الديمقراطي. وقد انتخب عضو مجلس نواب ماساتشوستس.